# Cantonul Beaune-la-Rolande
Cantonul Beaune-la-Rolande este un canton din arondismentul Pithiviers, departamentul Loiret, regiunea Centru, Franța.

## Comune
- Auxy
- Barville-en-Gâtinais
- Batilly-en-Gâtinais
- Beaune-la-Rolande (reședință)
- Boiscommun
- Bordeaux-en-Gâtinais
- Chambon-la-Forêt
- Courcelles
- Égry
- Gaubertin
- Juranville
- Lorcy
- Montbarrois
- Montliard
- Nancray-sur-Rimarde
- Nibelle
- Saint-Loup-des-Vignes
- Saint-Michel